# (15342) Assisi
(15342) Assisi est un astéroïde de la ceinture principale.

## Description
(15342) Assisi est un astéroïde de la ceinture principale. Il fut découvert le 3 avril 1994 à Tautenburg par Freimut Börngen. Il présente une orbite caractérisée par un demi-grand axe de 3,09 UA, une excentricité de 0,13 et une inclinaison de 1,9° par rapport à l'écliptique.

## Compléments